# Església de la Santa Fe de Rauric
L'església de la Santa Fe de Rauric és una església, obra popular del 1882, situat en el poble de Rauric, municipi de Llorac (Conca de Barberà).
Per l'estructura de la porta i el rosetó central l'Església de la Santa Fe, d'una sola nau, degué ésser construïda a mitjans del segle xviii i posteriorment reformada (1882) amb la construcció d'una espadanya més gran, l'annexió de dues capelles laterals i l'arrebossat de la façana. Confronta amb el cementiri del poble on es conserven les esteles funeràries discoïdals, molt característiques en la part segarrenca de la comarca, clavades en el sòl.
A l'interior del recinte de culte s'hi troba una pica baptismal dins d'una reixa de ferro forjat, un retaule del 1638 dedicat a sant Isidre.